# 오도쓰역
오도쓰역(일본어: 大堂津駅)은 일본 미야자키현 니치난시에 위치한 규슈 여객철도 니치난 선의 철도역이다. 상대식 승강장 2면 2선의 구조를 갖춘 지상역이다.

## 이용 현황
| 승차 인원 추이 | 승차 인원 추이 |
| 연도           | 1일 평균       |
| -------------- | -------------- |
| 2002           | 84             |
| 2003           |                |
| 2004           | 49             |
| 2005           | 45             |
| 2006           | 41             |
| 2007           | 45             |
| 2008           | 55             |
| 2009           | 56             |
| 2010           | 51             |
| 2011           | 48             |
| 2012           | 40             |

## 역 주변
- 니치난 시립 추부 병원
- 오도쓰 해수욕장

## 역사
- 1936년 3월 1일 : 시부시 선 요와라 - 이 역간 개업에 의해 종착역으로서 개업.
- 1937년 4월 19일 : 이 역 - 아부라쓰 간 개업에 의해 중간역으로 되다.
- 1963년 5월 8일 : 니치난 선 미나미미야자키 - 기타고 간 개업에 의해 니치난 선으로 편입.
- 1987년 4월 1일 : 일본국유철도 분할 민영화에 의해, 규슈 여객철도가 승계.

## 인접 역
| 니치난 선                    | 니치난 선   | 니치난 선        |
| ---------------------------- | ----------- | ---------------- |
| 아부라쓰 미나미미야자키 방면 | ■ 니치난 선 | 난고 시부시 방면 |